# Mirtse Zsuzsa
Mirtse Zsuzsa (1967–) József Attila-díjas magyar író, költő, szerkesztő.

## Szakmai életrajz
Író, költő, szerkesztő. Versei, esszéi, novellái hazai és határon túli irodalmi lapokban, magazinokban, antológiákban kapnak helyet, szerkesztőként számos könyvet, albumot gondozott és gondoz.  
2000-től 2012-ig a Süni ökológiai gyerekmagazin főszerkesztője, a Vadon magazin kulturális szerkesztője. 
A Magyar Televízió egyik ifjúsági műsorának szakértője és meseírója egy éven át.  
2000-től 2012-ig egy országos ifjúsági természetbarát társadalmi szervezet elnöke. 2001-től a Magyar Művelődési Társaság elnökségének tagja. Első kötete 2004-ben jelent meg: az Égforgató csodagyűrű című mesekönyv (Jankovics Marcell illusztrációival, a Méry Ratio Kiadó gondozásában). 2005-ben a Párizsi Magyar Intézet bemutatja az Égforgató csodagyűrű című mesekönyvét, a mesekönyv merített papír művészkönyv-változatát (Vincze László papírmerítő mester alkotása), valamint az Intézet a mesekönyv illusztrációiból (akvarellek) kiállítást szervez.
2006-tól alapító tagja az Óbor-kör Környezetvédelmi és Kulturális Egyesületnek. 2010-től a Gyermekkönyvszerzők és Illusztrátorok Egyesületének tagja lett. 
2014-től 2016-ig a Magyar Katolikus Rádió Magyar Téka című kortárs irodalmi műsorának a műsorvezetője, ugyanitt egy éven keresztül a Koszorúk című irodalmi emlékműsort is vezette.
Tagja a Magyar Írószövetségnek, 2017 óta a Magyar Írószövetség Választmányának is tagja. 
2014-től 2017-ig a Pécsi Tudományegyetem Kultúratudományi, Pedagógusképző és Vidékfejlesztési Karának biblioterápia képzésén óraadó tanárként is tanít (Kreatív írás kurzus, A mai olvasmányműveltség tendenciái és vitái című kurzus). 
2013-tól a Magyar Napló Kiadó munkatársa: szerkesztőként/olvasószerkesztőként/lektorként számos könyvet (esszékötetek, szépirodalmi művek), albumot gondozott.
2016-tól 2020-ig a Magyar Alkotóművészeti Közhasznú Nonprofit Kft. (MANK) irodalmi tanácsadója és sajtóreferense.
2019-től a Magyar Napló irodalmi folyóirat kritikarovatának szerkesztője.

## Megjelent kötetei

### Íróként
- Égforgató csodagyűrű (mesekönyv, Jankovics Marcell illusztrációival, Méry Ratio Kiadó, 2004) ISBN 8088837650[3]
- Lovagkór (prózakötet, Jankovics Marcell tusrajzaival, Méry Ratio Kiadó, 2007) ISBN 9788089286034[4]
- Idő és mérték – Szabálytalan versek (Napkút Kiadó, 2010, Szondi György képeivel) ISBN 978 963 263 140 0[5]
- Fogadó a Négy Macskához (regény, Ciceró Kiadó, 2010, Buzay István illusztrációval) ISBN 9789635397037[6]
- Kondenzcsík – Főbenjáró versek (Méry Ratio Kiadó, 2011, Méry Gábor felvételeivel) ISBN 9788089286423[7]
- Sötétkamra – Előhívott versek (Magyar Napló Kiadó, 2013, S. Horváth Ildikó illusztrációival) ISBN 9789639961746[8]
- Tizenhárom bűvös tükör – Mesék felnőtteknek (Magyar Napló Kiadó, 2019, Békés Rozi illusztrációival) ISBN 9786155721885[9]
- A halhatatlanság vesszőkosarai (prózakötet, Orpheusz Kiadó, 2021) ISBN 9786155886539
- Bölcsőmben magam ringatom (prózakötet, Magyar Napló, 2021) ISBN 9786155195976

### Szerkesztőként
- Ablak a természetre – A Fővárosi Állatkert 150 évét bemutató kötet, 2001
- A megértés hídjai – ökológiai olvasókönyv, 1999
- Kezedben egy élet – ökológiai olvasókönyv, 2004
- Nálatok nőnek-e még égigérő paszulyok? I–II. – Mesegyűjtemény, Föld Napja Alapítvány, 2009

### Antológiában való megjelenés
- Kenguruk a Körúton – Irodalmi Jelen, novellagyűjtemény, 2009
- Ezer magyar haiku – Napkút Kiadó, 2010
- Az év novellái 2013 (Magyar Napló Kiadó, 2013)
- A századelő novellái (Magyar Napló Kiadó, 2017)
- Az év novellái 2018, 2019, 2020, 2021, 2022, 2023 (Magyar Napló Kiadó)

## Publikációi
Versei, novellái, meséi, publicisztikai anyagai irodalmi lapokban (Magyar Napló, Hitel, Kortárs, Bárka, Irodalmi Jelen, SzegediLap, Irodalomismeret, Napút, Sikoly, Holdkatlan), folyóiratokban, magazinokban, antológiákban olvashatók.

## Díjak, kitüntetések
- 2000 MÚOSZ újságírói díj

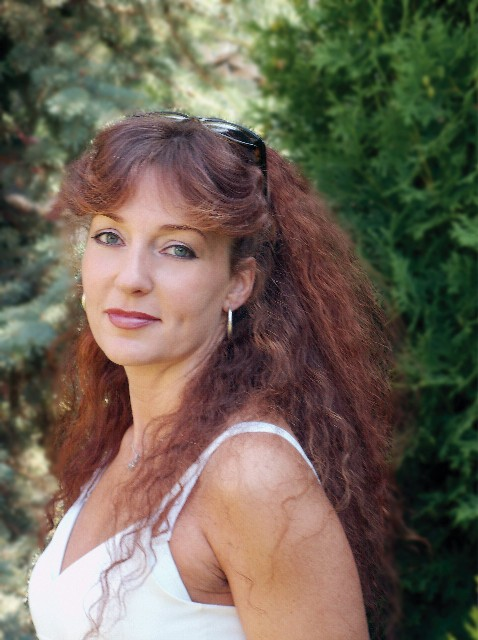
Mirtse Zsuzsa

- 2005 Magyar Köztársaság Ezüstkeresztje
- 2006 A Süni ökológiai gyermekmagazin a Prima Primissima díj Prima fokozatát kapja
- 2020 Tokaji Írótábor, Hordó-díj
- 2020 "Az év legsikeresebb szerzője"-díj, a Magyar Napló Kiadó részéről
- 2021 Az Irodalmi Jelen Prózadíjasa
- 2024 Bella István-díj
- 2024 József Attila-díj